# Освенцим

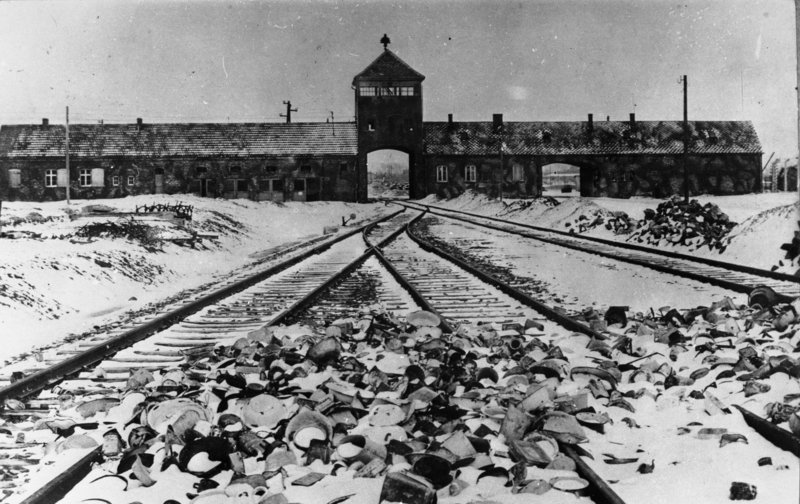
Аушвиц после 27 января 1945

Осве́нцим (А́ушвиц, нем. Auschwitz; Биркена́у, Birkenau, Аушвиц-Биркенау, Auschwitz-Birkenau) — комплекс немецких концентрационных лагерей и лагерей смерти, располагавшийся в 1940—1945 годах в гау Верхняя Силезия (Gau Oberschlesien) к западу от Генерал-губернаторства, около города Освенцим, который в 1939 году указом Гитлера был присоединён к территории Третьего рейха, в 60 км к западу от Кракова. В мировой практике принято использовать немецкое название «Аушвиц», а не польское «Освенцим», поскольку именно немецкое название использовалось нацистской администрацией. В советских и российских (русскоязычных) справочных изданиях и СМИ исторически преимущественно используется польское название, немецкое название используется гораздо реже. В самой Польше изначально концлагерь называли «Освенцим», но в настоящее время используется только название «Аушвиц», чтобы провести максимально четкое разграничение между нацистским концлагерем и древним польским городом.
Лагерь освобождён 27 января 1945 года советскими войсками. День освобождения лагеря установлен ООН как Международный день памяти жертв Холокоста.
Около 1,1 млн человек, из которых около 1 млн составляли евреи, были умерщвлены в Освенциме в 1941—1945 годах. Устаревшей советской оценкой, отражённой в статье в Большой советской энциклопедии, было число свыше 4 млн человек. Аушвиц-Биркенау был крупнейшим и наиболее долго просуществовавшим из нацистских лагерей уничтожения, поэтому он стал одним из главных символов Холокоста.
На территории лагеря в 1947 году был создан музей, который включён в список Всемирного наследия ЮНЕСКО. Музей зарегистрирован в Государственном реестре музеев Польши.

## Структура
Комплекс состоял из трёх основных лагерей: Аушвиц-1, Аушвиц-2 и Аушвиц-3. Общая площадь лагеря составляла примерно 500 га.

### Аушвиц I

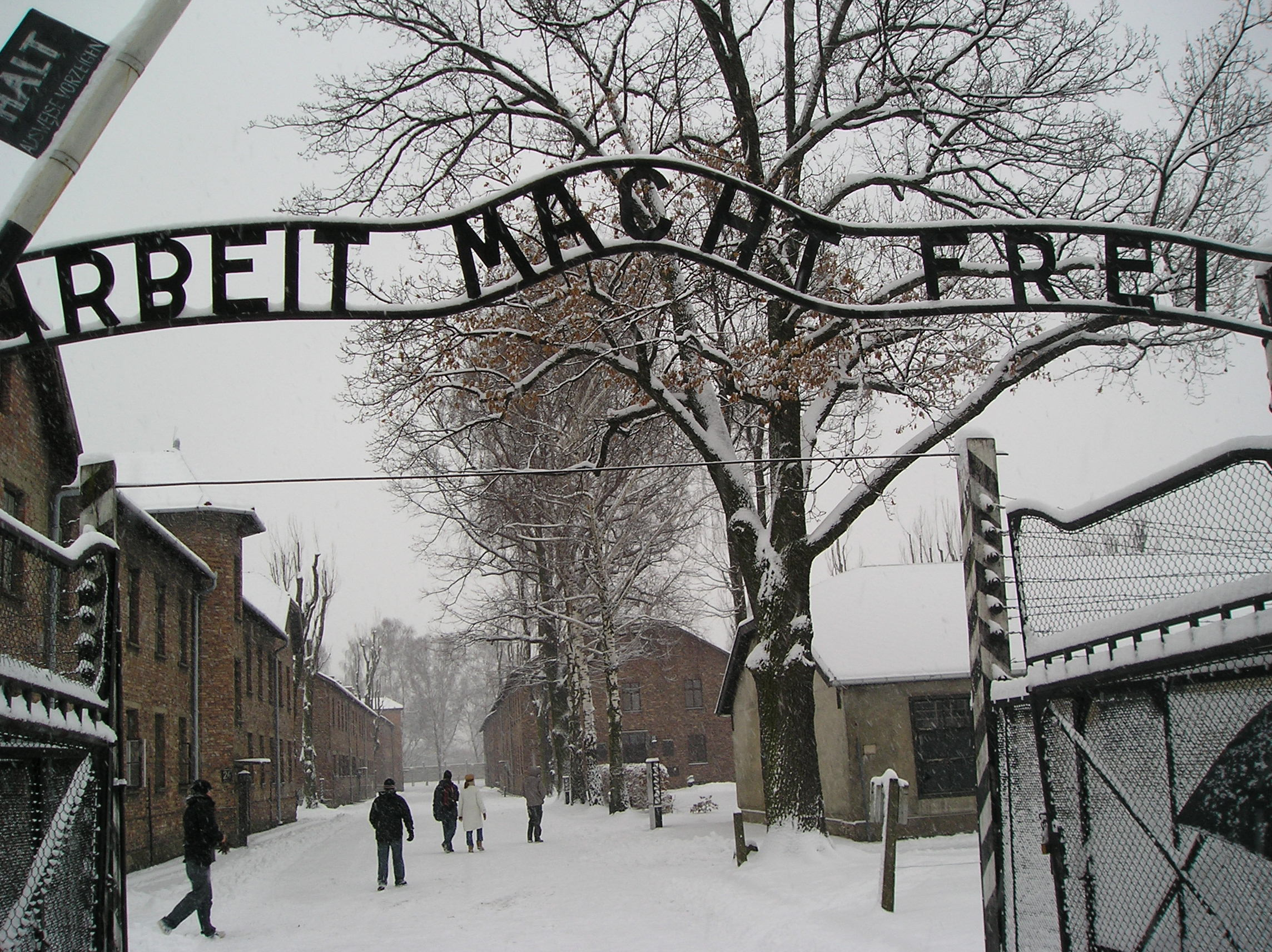
Ворота лагеря с надписью «Труд освобождает» (Arbeit macht frei). Эта немецкая фраза была обманом

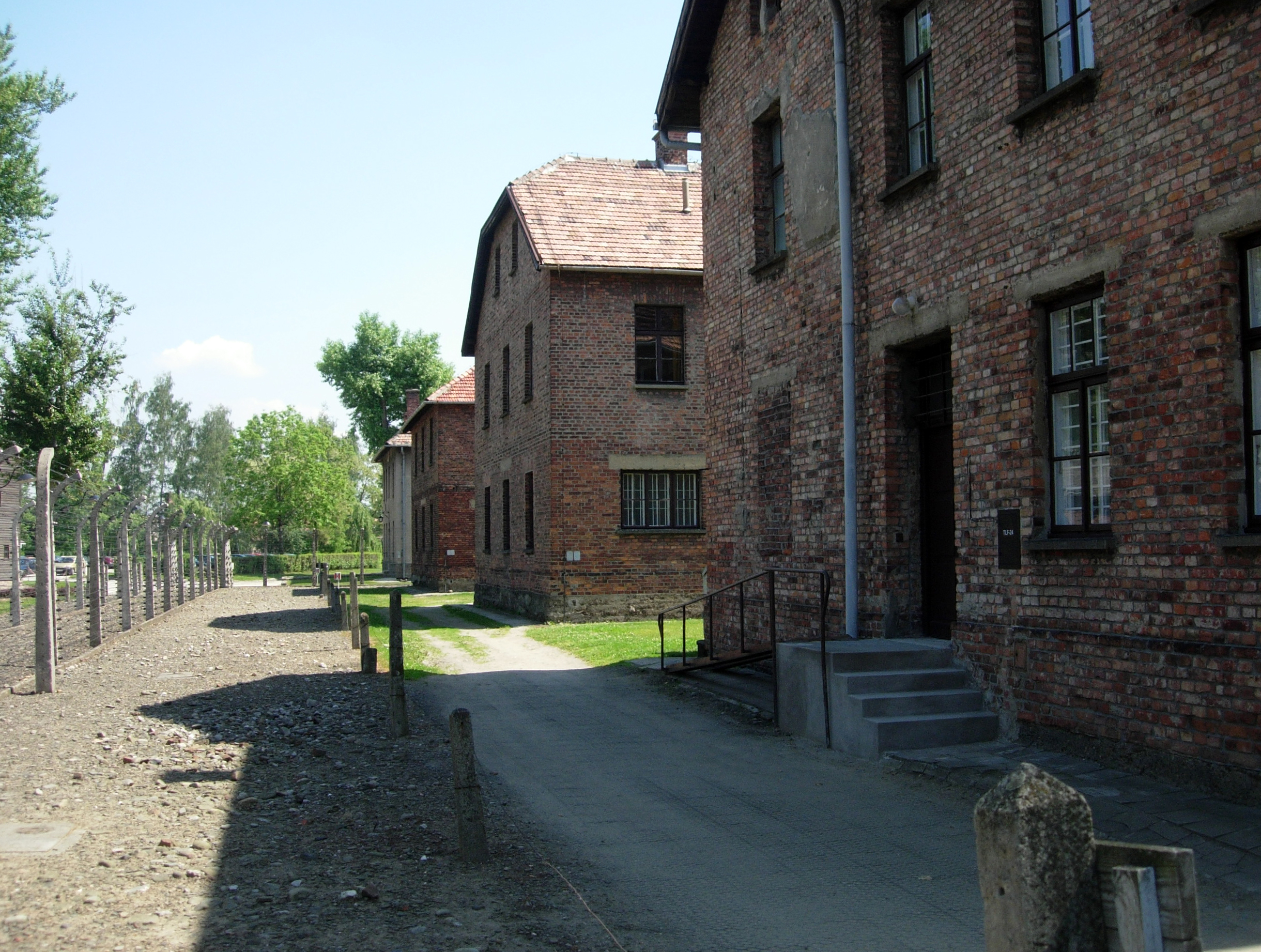
На территории Аушвиц 1

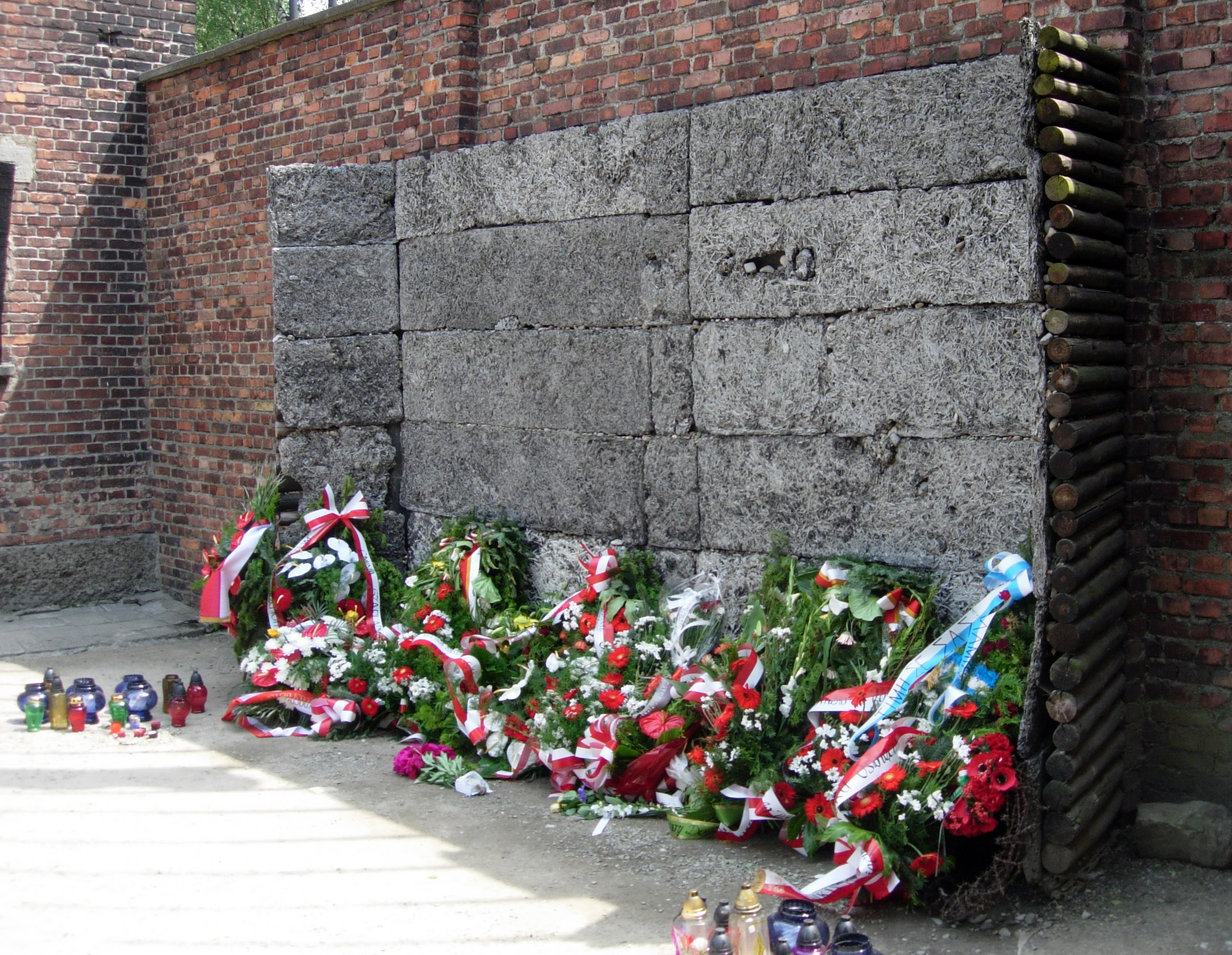
Стена казни. Аушвиц 1

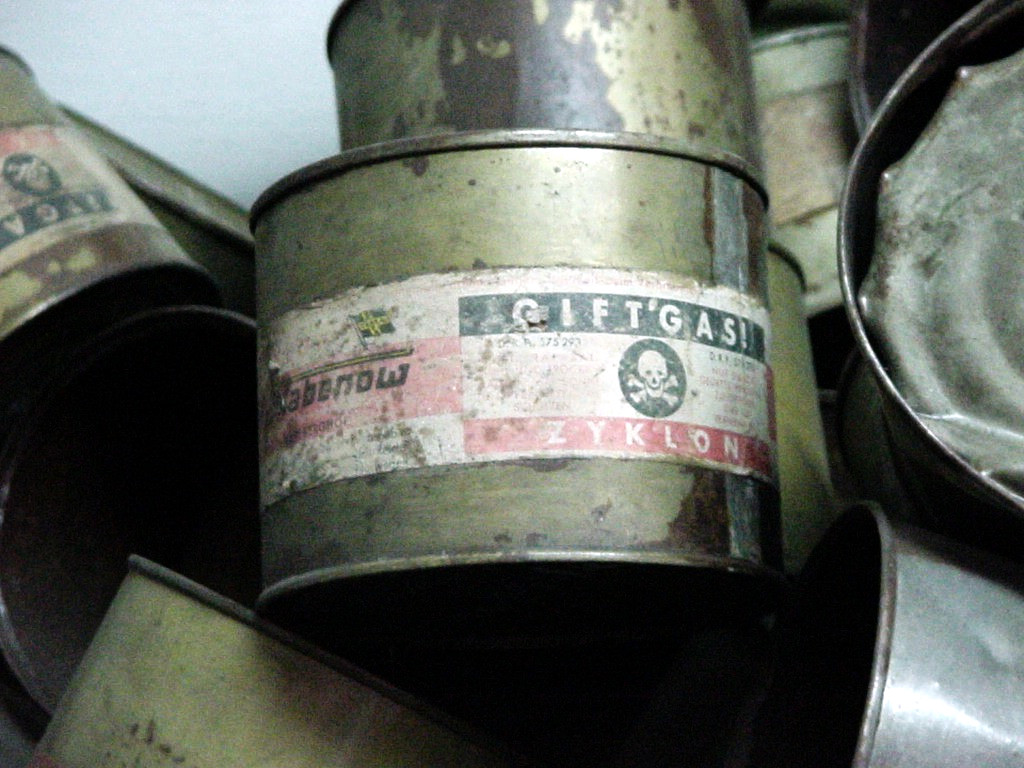
Жестяные контейнеры, содержавшие циклон Б

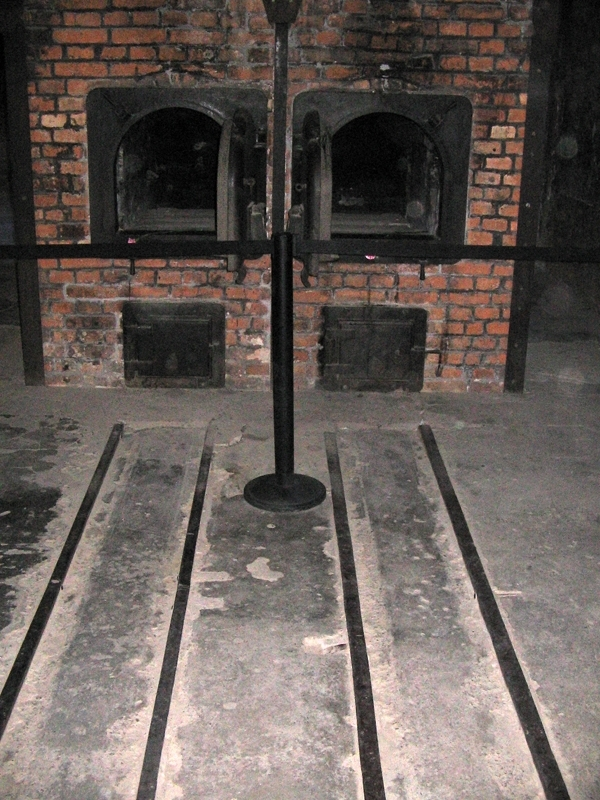
Сохранившиеся печи низкопропускного крематория. Аушвиц 1

После того, как в 1939 году этот район Польши был занят немецкими войсками, город Освенцим был переименован в Аушвиц. Первым концлагерем в Освенциме стал Аушвиц 1, который впоследствии служил административным центром всего комплекса. Он был основан 20 мая 1940 года на основе кирпичных одноэтажных и двухэтажных строений бывших польских, а ранее австрийских казарм. Первоначально к строительству концлагеря Аушвиц I в принудительном порядке были привлечены члены еврейской общины города Освенцим. Бывшее овощехранилище было перестроено в крематорий I с моргом.
В ходе строительства у всех одноэтажных зданий были надстроены вторые этажи. Были построены несколько новых двухэтажных зданий. Всего в лагере Аушвиц I насчитывалось 24 двухэтажных здания (блока). В блоке № 11 («Блок смерти») находилась лагерная тюрьма, там же два-три раза в месяц происходили заседания так называемого «Чрезвычайного суда», по решению которого приводились в исполнения смертные приговоры в отношении арестованных гестапо участников движения Сопротивления и арестованных узников лагеря. С 6 октября 1941 года по 28 февраля 1942 г. в блоках № 1, 2, 3, 12, 13, 14, 22, 23 были размещены советские военнопленные, которых затем перевели в лагерь Аушвиц II/Биркенау.
В связи с тем, что было решено создать в Освенциме концентрационный лагерь и лагерь смерти, с прилегающей к нему территории было выселено польское население. Это происходило двумя этапами; первый имел место в июне 1940 года. Тогда было выселено около 2 тыс. человек, живших недалеко от бывших казарм польской армии и зданий Польской табачной монополии. Второй этап выселения — июль 1940 года, он охватил жителей улиц Короткая, Польная и Легионов. В ноябре того же года произошло третье выселение, оно коснулось района Засоле. Мероприятия по выселению продолжались и в 1941 году; в марте и апреле были выселены жители деревень Бабице, Буды, Райско, Бжезинка, Брощковице, Плавы и Харменже. Всего были выселены жители с территории в 40 км², которая была объявлена «Сферой интересов лагеря Аушвиц»; в 1941—1943 годах здесь были созданы подсобные лагеря сельскохозяйственного профиля: рыбные хозяйства, птицеводческие и скотоводческие фермы. Сельскохозяйственная продукция поступала в гарнизон войск СС. Лагерь был обнесён двойным проволочным забором, по которому пропускался электрический ток высокого напряжения.
Весной 1942 лагерь Аушвиц I с двух сторон был обнесён железобетонным забором. Охрану лагеря Аушвиц, а затем и Аушвиц II/Биркенау, Аушвиц III/Моновицы несли военнослужащие войск СС из соединения «Мёртвая голова».
Первая группа узников в составе 728 польских политических заключённых прибыла в лагерь 14 июня 1940 года. На протяжении двух лет количество заключённых варьировалось от 13 до 16 тысяч, а к 1942 году достигло 20 000 заключённых. СС отбирало некоторых заключённых, преимущественно немцев, для слежки за остальными. Заключённые лагеря делились на классы, что было визуально отражено нашивками на одежде. 6 дней в неделю, кроме воскресенья, заключённые были обязаны работать. Изматывающий график работ и скудная пища стали причиной многочисленных смертей. В лагере Аушвиц I существовали отдельные блоки, служившие для различных целей. В блоке № 11 производились наказания для нарушителей правил лагеря. Людей по 4 человека помещали в так называемые «стоячие камеры» размером 90x90 см, где им приходилось стоять всю ночь. Более жёсткие меры подразумевали медленные убийства: провинившихся либо сажали в герметичную камеру, где они умирали от нехватки кислорода, либо морили голодом до смерти. Между блоками 10 и 11 находился пыточный двор, где заключённых пытали и расстреливали. Стена, у которой производился расстрел, была реконструирована после окончания войны. А в блоке № 24 в середине войны, на втором этаже, функционировал публичный дом.
3 сентября 1941 года по приказу заместителя коменданта лагеря оберштурмфюрера СС Карла Фрицша было проведено первое испытание отравления людей газом Циклон Б в подвальных камерах блока 11, в результате которого погибло 600 советских военнопленных и 250 польских узников, в основном больных. Опыт был признан успешным, и помещение морга в здании крематория I было переконструировано в газовую камеру. Камера функционировала с 1941 года по 1942 год, а затем её перестроили в бомбоубежище СС. Впоследствии камера и крематорий I были воссозданы из оригинальных деталей и существуют по сей день в качестве памятника жестокости нацистов.

### Аушвиц II (Биркенау)

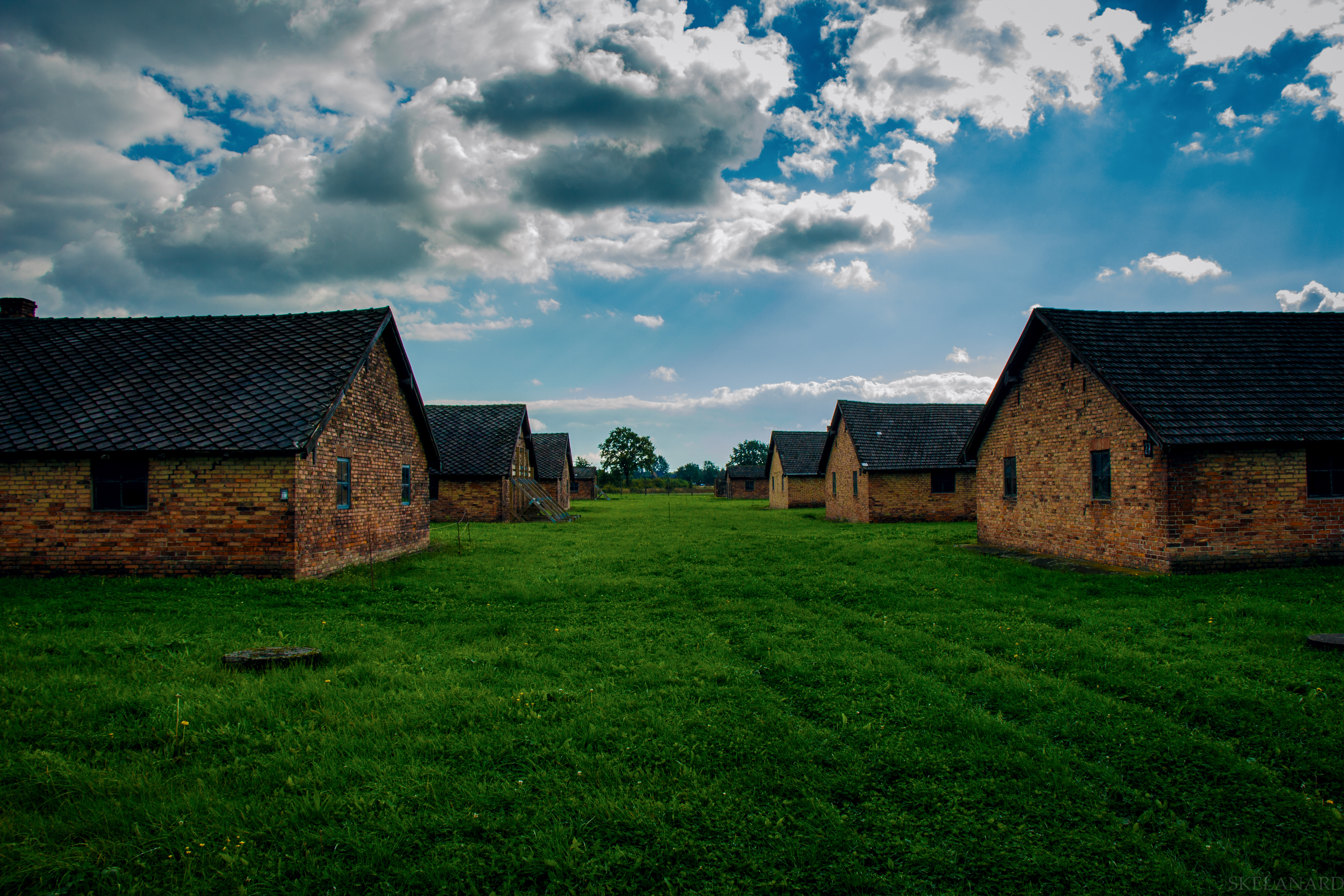
Сохранившиеся бараки в Аушвиц II Биркенау

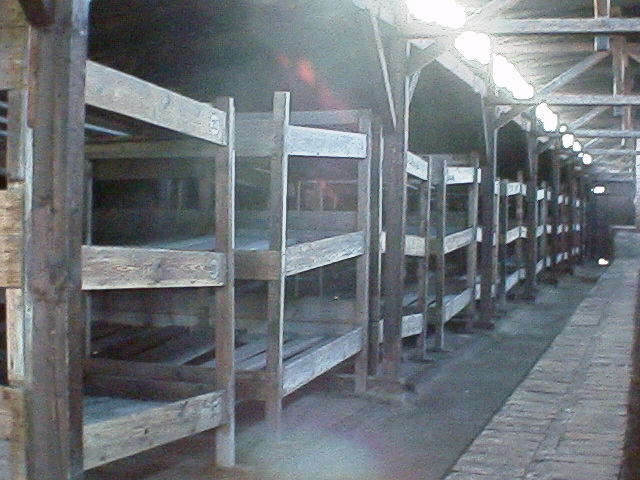
Внутри жилого барака. Аушвиц II (Биркенау)

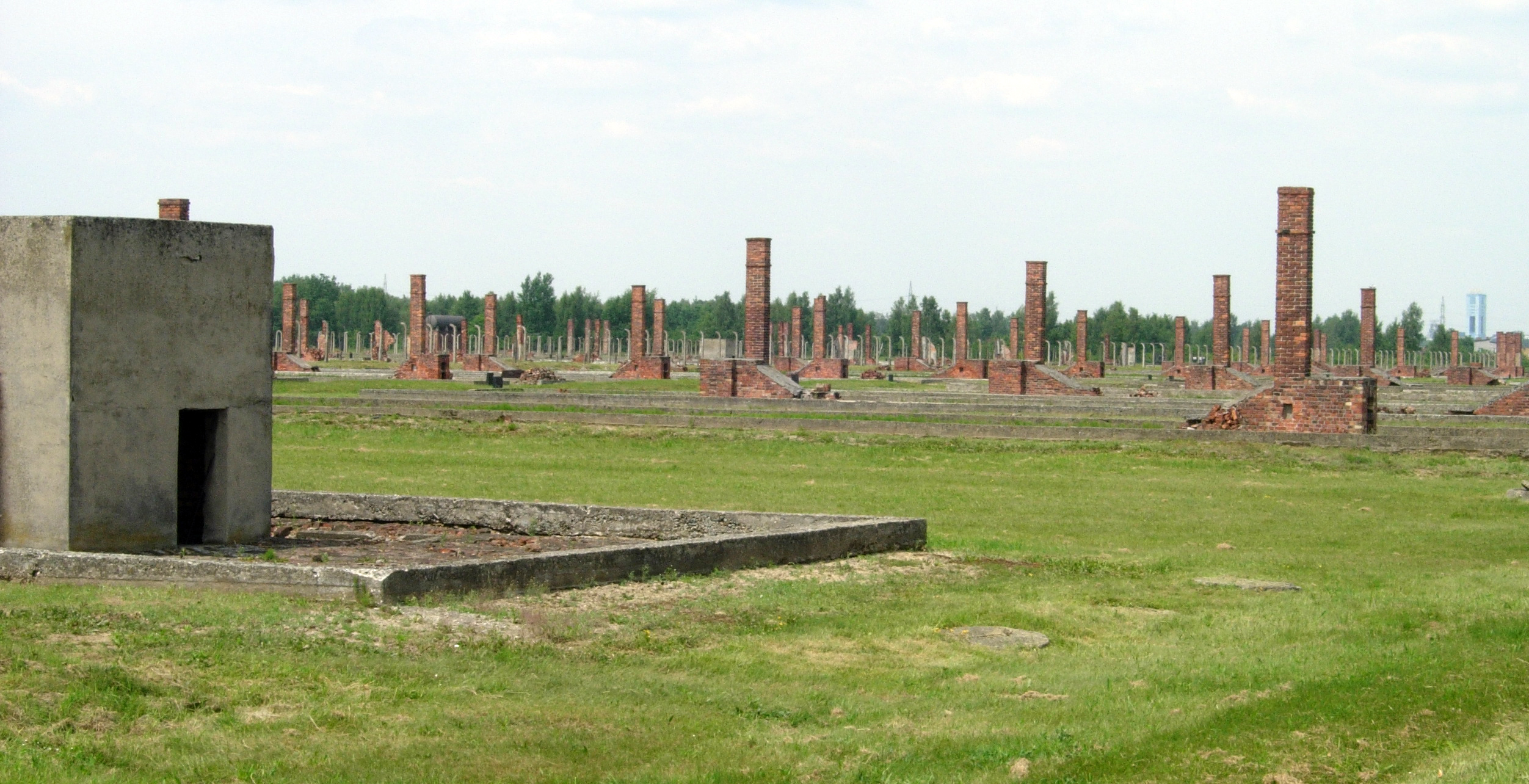
Руины бараков. Аушвиц II (Биркенау)

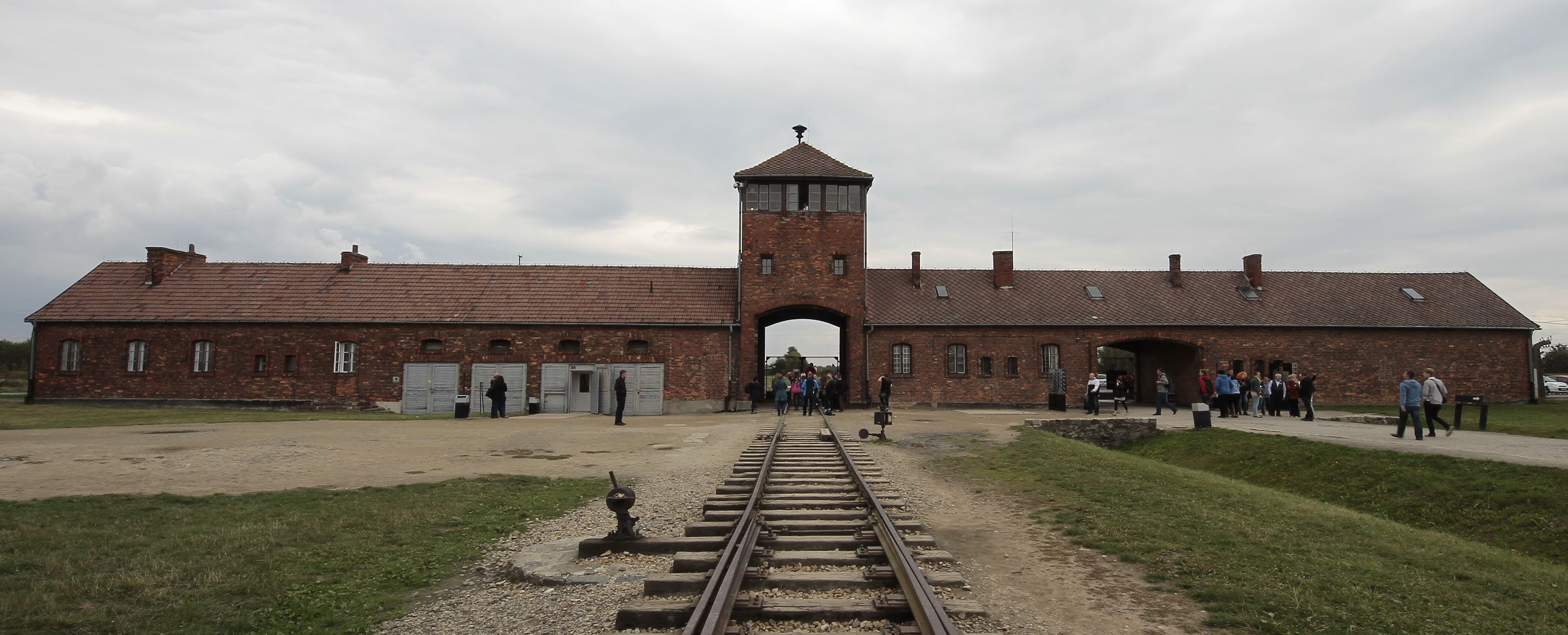
Главные ворота лагеря Биркенау (Аушвиц 2), 2013 год

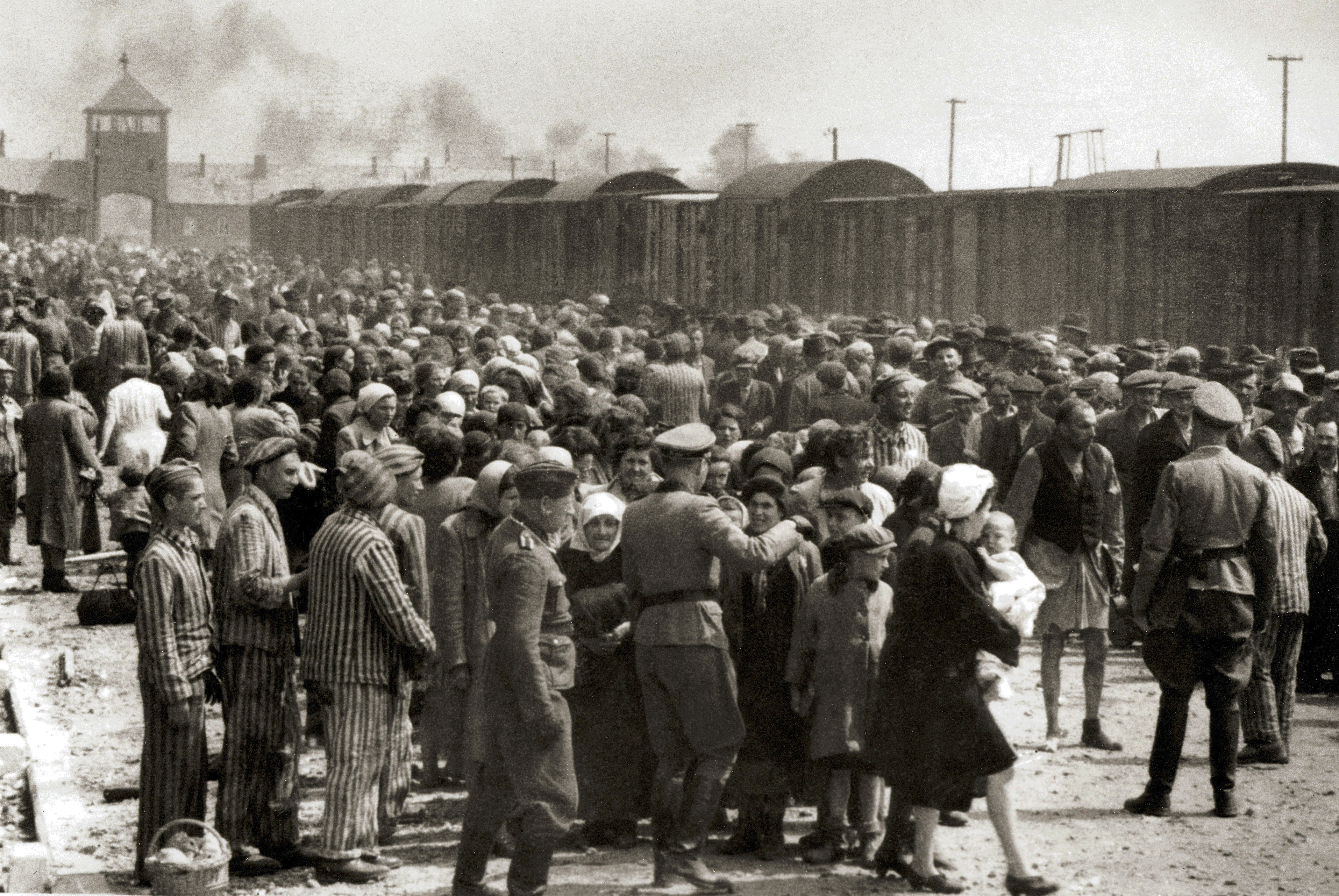
«Селекция» евреев из Венгрии в Биркенау, май 1944 года, снимок из фотоальбома, обнаруженного Лили Якоб в апреле 1945 года в казарме охраны после освобождения концлагеря Дора-Миттельбау

Аушвиц 2 (также известный как Биркенау, или Бжезинка польск.Brzezinka) — это то, что обычно подразумевают, говоря собственно об Освенциме. Находился на территории деревни Биркенау (Бжезинка). Здесь в одноэтажных деревянных бараках содержались сотни тысяч евреев, поляков, русских, цыган и представителей других национальностей. Число жертв этого лагеря составило более миллиона человек. Строительство этой части лагеря началось в октябре 1941 года. Всего было четыре строительных участка. В 1942 году отдали в эксплуатацию участок I (там помещались мужской и женский лагеря); в 1943—44 годах были отданы в эксплуатацию лагеря, находившиеся на строительном участке II (цыганский лагерь, мужской карантинный, мужской, мужской больничный, еврейский семейный лагерь, складские помещения и «Депотлагерь», то есть лагерь для венгерских евреев). В 1944 году началась застройка III строительного участка; в незаконченных бараках в июне и июле 1944 года жили еврейки, фамилии которых не были занесены в регистрационные лагерные книги. Лагерь этот тоже называли «Депотлагерь», а потом — «Мексика». IV участок так и не был застроен.
Новые заключённые ежедневно прибывали на поездах в Аушвиц 2 со всей оккупированной Европы. После беглого отбора (в первую очередь учитывались состояние здоровья, возраст, комплекция и затем — устные анкетные данные: состав семьи, образование, профессия) всех прибывших делили на четыре группы:
Первая группа, составлявшая примерно ¾ всех привезённых, отправлялась в газовые камеры в течение нескольких часов. В эту группу входили все, признанные непригодными к работе: прежде всего больные, глубокие старики, инвалиды, дети, пожилые женщины и мужчины, также непригодными считались прибывшие слабого здоровья, несреднего роста или комплекции.
В Аушвице 2 было 4 газовые камеры и 4 крематория. Все четыре крематория вступили в строй в 1943 году. Точные сроки вступления в строй: 1 марта — крематорий I, 25 июня — крематорий II, 22 марта — крематорий III, 4 апреля — крематорий IV. Среднее число трупов, сожжённых за 24 часа с учётом трёхчасового перерыва в сутки для очистки печей в 30 печах первых двух крематориев равнялось 5000, а в 16 печах крематориев I и II — 3000. (По принятой администрацией лагеря нумерации крематориев крематорий I находился в лагере Аушвиц I, а крематории II, III, IV, V — в лагере Аушвиц II/Биркенау). Когда летом 1944 г. крематории IV и V не справлялись с уничтожением тел погибших в газовых камерах, тела погибших сжигали во рвах, располагавшихся за крематорием V. Доставленных в Биркенау из европейских стран мирных жителей еврейской национальности было так много, что обречённые ожидали порой по 6-12 часов в лесной роще между крематорием III и крематориями IV, V своей очереди быть уничтоженными в газовых камерах.
Комендант Освенцима Рудольф Хёсс свидетельствовал:

РФСС посылал в Освенцим разных функционеров партии и СС, чтобы они сами увидели, как уничтожают евреев. Все при этом получали глубокие впечатления. Некоторые из тех, кто прежде разглагольствовали о необходимости такого уничтожения, при виде «окончательного решения еврейского вопроса» теряли дар речи. Меня постоянно спрашивали, как я и мои люди могут быть свидетелями такого, как мы всё это способны выносить. На это я всегда отвечал, что все человеческие порывы должны подавляться и уступать место железной решимости, с которой следует выполнять приказы фюрера. Каждый из этих господ заявлял, что не желал бы получить такое задание.

Вторая группа заключённых отправлялась на рабскую работу на промышленные предприятия различных компаний. С 1940 по 1945 годы в комплексе Аушвица были приписаны к фабрикам около 405 тысяч заключённых. Из них более 340 тысяч скончались от болезней и избиений либо были казнены. Известен случай, когда немецкий промышленник Оскар Шиндлер спас около 1000 евреев, выкупив их для работ на своей фабрике. 300 женщин из этого списка по ошибке попали в Освенцим. Шиндлеру удалось вызволить их и увезти в Краков.
Третья группа, в основном близнецы и карлики, отправлялись на различные медицинские эксперименты, в частности, к доктору Йозефу Менгеле, известному под прозвищем «ангел смерти».
Четвёртая группа, преимущественно женщины, отбирались в группу «Канада» для личного использования немцами в качестве прислуги и личных рабов, а также для сортировки личного имущества заключённых, прибывавших в лагерь. Название «Канада» было выбрано как издёвка над польскими заключёнными — в Польше слово «Канада» часто использовалось как восклицание при виде ценного подарка (потому что польские эмигранты, проживавшие в Канаде, часто отправляли подарки на родину).

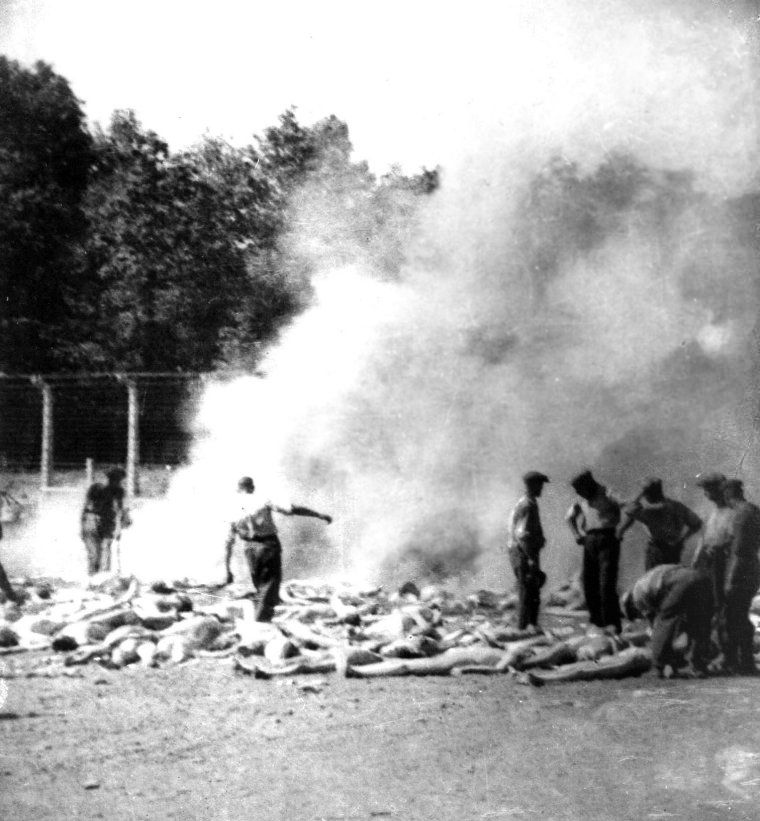
Август 1944 года. Члены зондеркоманды сжигают тела убитых газом заключённых Освенцима. Фотография сделана членом зондеркоманды евреем из Греции Альберто «Алексом» Эррерой через двери крематория. Всего было сделано 4 снимка

Аушвиц частично обслуживался заключёнными, которых периодически убивали и заменяли новыми. Особую роль играла так называемая «зондеркоманда» — заключённые, которые доставали тела из газовых камер и переносили их в крематорий. За всем следили около 6000 служащих СС. Пепел узников Биркенау выбрасывали в пруды на территории лагеря или использовали в качестве удобрений.
К 1943 году в лагере сформировалась группа сопротивления, которая помогла некоторым заключённым бежать, а в октябре 1944 года группа заключённых из «зондеркоманды» разрушила крематорий IV.
В связи с приближением советских войск администрация Аушвица начала эвакуацию заключённых в лагеря, расположенные на территории Германии. Более 58 тыс. уцелевших к этому времени заключённых были вывезены до конца января 1945 года.
25 января 1945 года эсэсовцы подожгли 35 бараков-складов, которые были полны вещей, отобранных у евреев; их не успели вывезти.
Когда 27 января 1945 года советские солдаты заняли Освенцим, они нашли там около 7,5 тыс. узников, которых не успели увезти, а в частично уцелевших бараках-складах — 1 185 345 мужских и дамских костюмов, 43 255 пар мужской и женской обуви, 13 694 ковра, огромное количество зубных щёток и кисточек для бритья, а также другие мелкие предметы домашнего обихода.
Несколько евреев-заключённых из «зондеркоманды», в том числе лидер группы Сопротивления Залман Градовский, написали послания, которые они спрятали в тех ямах, в которых закапывали прах из крематориев. 9 таких записок были позднее найдены и опубликованы.
В память о жертвах лагеря в 1947 году Польша создала музей на территории Освенцима.

### Аушвиц III
Аушвиц 3 являлся группой из приблизительно 40 небольших лагерей, созданных при фабриках и шахтах вокруг общего комплекса. Крупнейшим из таких лагерей был Мановиц, берущий название от польской деревни, располагавшейся на его территории (ныне деревня Моновице является частью города Освенцим). Он начал функционировать в мае 1942 года и был приписан к компании IG Farben. Такие лагеря регулярно посещали доктора и отбирали слабых и больных для газовых камер Биркенау.
Центральное руководство в Берлине выдало 16 октября 1942 года приказ о строительстве в Освенциме псарни на 250 служебных собак; запланировано это было на широкую ногу и ассигнована 81 000 марок. При строительстве объекта была принята во внимание точка зрения лагерного ветеринарного врача и приняты все меры к созданию хороших санитарных условий. Не забыли отвести для собак большую территорию с газонами, построили ветеринарную больницу и специальную кухню. Факт этот заслуживает особого внимания, если представить себе, что одновременно с этой заботой о животных лагерные власти относились с полным равнодушием к санитарно-гигиеническим условиям, в которых жили тысячи узников лагеря. Из воспоминаний коменданта Рудольфа Хёсса:
Рейхсфюрер СС надеялся, что собак можно натренировать так, чтобы они всегда окружали узников, как отару овец, и таким образом побеги стали бы делом невозможным. Но все попытки добиться этого потерпели крах, ведь люди не скот.
За всю историю Освенцима было совершено по меньшей мере, 802 побега, из них 144 стали успешными, 327 беглецов были пойманы, о судьбе 331 бежавшего ничего не известно. Если кто-нибудь бежал, то всех его родственников арестовывали и отправляли в лагерь, а всех заключённых из его блока показательно казнили. Это был весьма действенный метод препятствовать попыткам бегства. В 1996 году правительство Германии объявило 27 января, день освобождения Освенцима, официальным днём памяти жертв Холокоста. Резолюцией ООН 60/7 от 1 ноября 2005 года день 27 января был объявлен всемирным днем памяти жертв Холокоста.

## История
- 1939 год, ноябрь — предоставление проекта будущего концлагеря в отчёте инспектора полиции безопасности и службы безопасности оберфюрера СС Арпада Виганда.
- 1940 год, 27 апреля — распоряжение рейхсфюрера СС Гиммлера о создании концлагеря в окрестности польского города Освенцим (Аушвиц).
- 1940 год, 20 мая — закладка лагеря по приказу Гиммлера на базе казарм польской армии. Первые 728 узников появились в Освенциме 14 июня 1940 года из тюрьмы в Тарнуве, но перед этим из Заксенхаузена доставили 30 немецких узников, которые были уголовниками. Первым начальником лагеря стал Рудольф Хёсс[22]. Его заместителем стал Карл Фрицш.
- 1940 год, 6 июля — первый побег из Освенцима. Успешно сбежал Тадеуш Веёвский, но в конце 1941 года он вновь был арестован и расстрелян.
- 1941 год, март — распоряжение рейхсфюрера СС Гиммлера расширить лагерь до 30 000 заключённых, также в окрестности деревни Бжезинка, германское название Биркенау, возвести лагерь на 100 000 военнопленных.
- 1941 год, 1 марта — первая инспекция Гиммлера в Освенцим. Им было отдано распоряжение о расширении существующего лагеря и организации лагеря на месте деревни Бжезинка.
- 1941 год, июль — в Аушвиц были доставлены и уничтожены первые советские военнопленные из числа политработников и командиров Красной Армии.
- 1941 год, август — рейхсфюрер СС Гиммлер приказывает коменданту Рудольфу Хёссу подготовить лагерь для массового уничтожения европейских евреев и разработать соответствующие методы умерщвления.
- 1941 год, 14 августа — в Освенциме погиб католический священник Максимилиан Мария Кольбе, добровольно пошедший на смерть ради спасения товарища по несчастью, сержанта Францишека Гаёвничека. Впоследствии за этот подвиг Максимилиан Кольбе был причислен к лику святых мучеников.
- 1941 год, 3 сентября — по приказу Карла Фрицша в блоке № 11 был проведён первый эксперимент по уничтожению «Циклоном „Б“» большого количества людей, который стал прообразом газовой камеры. Результаты испытания, что погибло 600 советских военнопленных и 250 польских узников, одобрены Рудольфом Хёссом.
- 1941 год, 6 октября — в Аушвиц доставлен первый крупный транспорт советских военнопленных (2000 человек) из шталага № 308 для строительства нового лагеря Аушвиц II/Биркенау.
- 1941 год, октябрь — в течение месяца в Аушвиц из шталагов № 308 и № 318 в составе 5 транспортов доставлено около 10 000 советских военнопленных.
- 1941 год, октябрь — начато строительства Аушвица II/Биркенау.
- 1942 год, январь — в Биркенау проводятся первые массовые убийства евреев (привезённых из Верхней Силезии).
- 1942 год, 24 июня — первый успешный побег, совершённый женщиной; сбежала Янина Новак. В марте 1943 года она была вновь арестована и 8 мая 1943 года возвращена в лагерь. Позднее была переведена в Равенсбрюк, где смогла выжить, дождавшись конца войны.
- 1942 год, июль — начало строительства четырёх больших сооружений для массового уничтожения в Биркенау.
- 1942 год, 17 июля-18 июля — Гиммлер инспектирует Освенцим во второй раз и остаётся демонстрировать технологию умерщвления газом в Биркенау.
- 1943 год, октябрь — узниками Аушвица II завершено строительство лагеря Аушвиц III — Моновитц в непосредственной близости, с филиалом «Буна-Верке» (производство полимеров).
- 1943 год — начаты медицинские эксперименты над еврейками и цыганками под руководством гинеколога Карла Клауберга. В эксперименты входили ампутация матки и яичников, облучение, испытание препаратов по заказам фармацевтических фирм.
- 1943 год — начаты медицинские эксперименты над заключёнными под руководством доктора Йозефа Менгеле.
- 1943 год, март — июнь — запущены в эксплуатацию 2-я, 3-я, 4-я и 5-я газовые камеры и крематории в Биркенау.
- 1943 год, ноябрь — по предложению Освальда Поля (начальника главного административно-хозяйственного управления СС) лагерь в Освенциме был разделён на три части.
- 1944 год, весна — третья инспекция Гиммлера, после которой он приказал ликвидировать всех цыган в лагере, предварительно отобрав работоспособных.
- 1944 год, май — в лагерь начинают приходить эшелоны с евреями из Венгрии, наиболее крупная операция по массовому уничтожению евреев.
- 1944 год, август — Аушвиц (Освенцим) становится самым большим концлагерем Третьего рейха, насчитывая 130 000 заключённых.
- 1944 год, 6 октября — восстание членов зондеркоманды в Аушвице II — Биркенау, разрушен крематорий IV.
- 1944 год, ноябрь — перед лицом наступающих советских войск, Гиммлер приказывает уничтожить газовые камеры и крематории. К этому времени в Освенциме погибло от 1,4 млн до 4 млн человек, в основном евреев.
- 1945 год, 18 января — часть трудоспособных узников (58 тысяч человек) была эвакуирована вглубь германской территории маршами смерти.
- 1945 год, 27 января — советские войска под командованием маршала Конева вошли в Аушвиц, в котором в тот момент находилось около 7,6 тыс. узников. 27 января около 3 часов дня в лагере появились солдаты генерал-майора В. Я. Петренко, командира 107-й дивизии 60-й армии. По некоторым данным, части генерала Петренко освободили около 6 тысяч заключённых, однако в книге Ота Крауса[чеш.] и Эриха Кулка[чеш.] приводится цифра 2189 человек, среди которых 200 детей в возрасте от 6 до 14 лет.
- 1945 год, 31 января по предложению армтоксиколога 60-й армии майора И. Б. Фридлянда начсанарм подполковник М. А. Успенский направил в Аушвиц 2 терапевтических госпиталя (начальники Вейтков и Мелай).
- 1947 год, апрель — у входа в крематорий I на территории бывшего лагеря Аушвиц I по приговору суда за совершённые преступления был повешен первый комендант Освенцима — Рудольф Хёсс, выданный польской стороне британскими военными.
- 1967 год — на территории Биркенау был поставлен международный памятник его жертвам. Надписи на нём были выполнены на языках народов, представители которых были здесь замучены, в том числе и на русском языке.

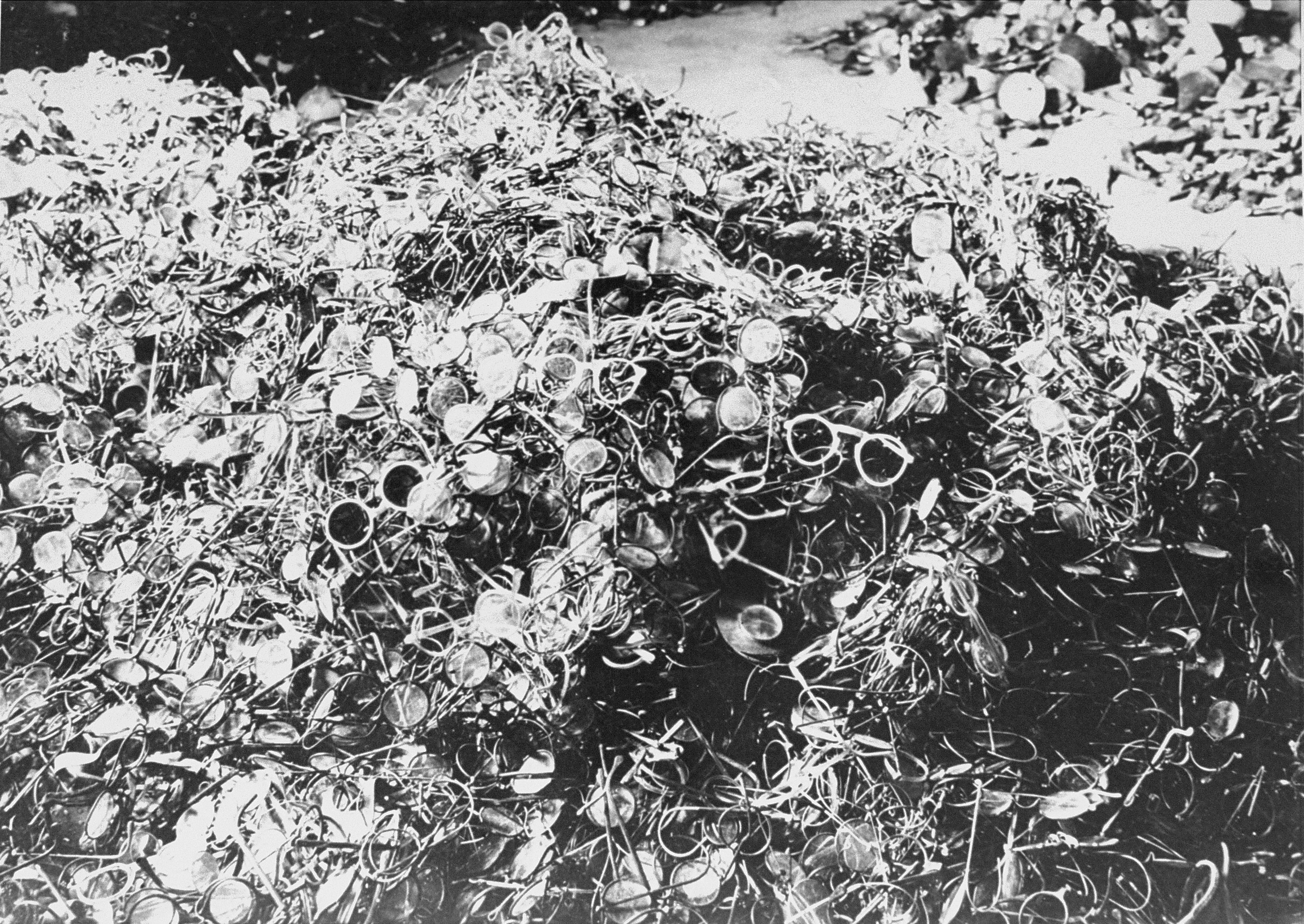
Очки убитых в Освенциме

## После войны
После освобождения лагеря советскими войсками часть бараков и зданий Аушвица 1 была использована как госпиталь для освобожденных узников. После этого часть лагеря была использована до 1947 года как тюрьма НКВД СССР и Министерства общественной безопасности Польши. Химический завод был передан польскому правительству и стал основой для развития химической промышленности региона.
После 1947 года польским правительством началось создание музея.

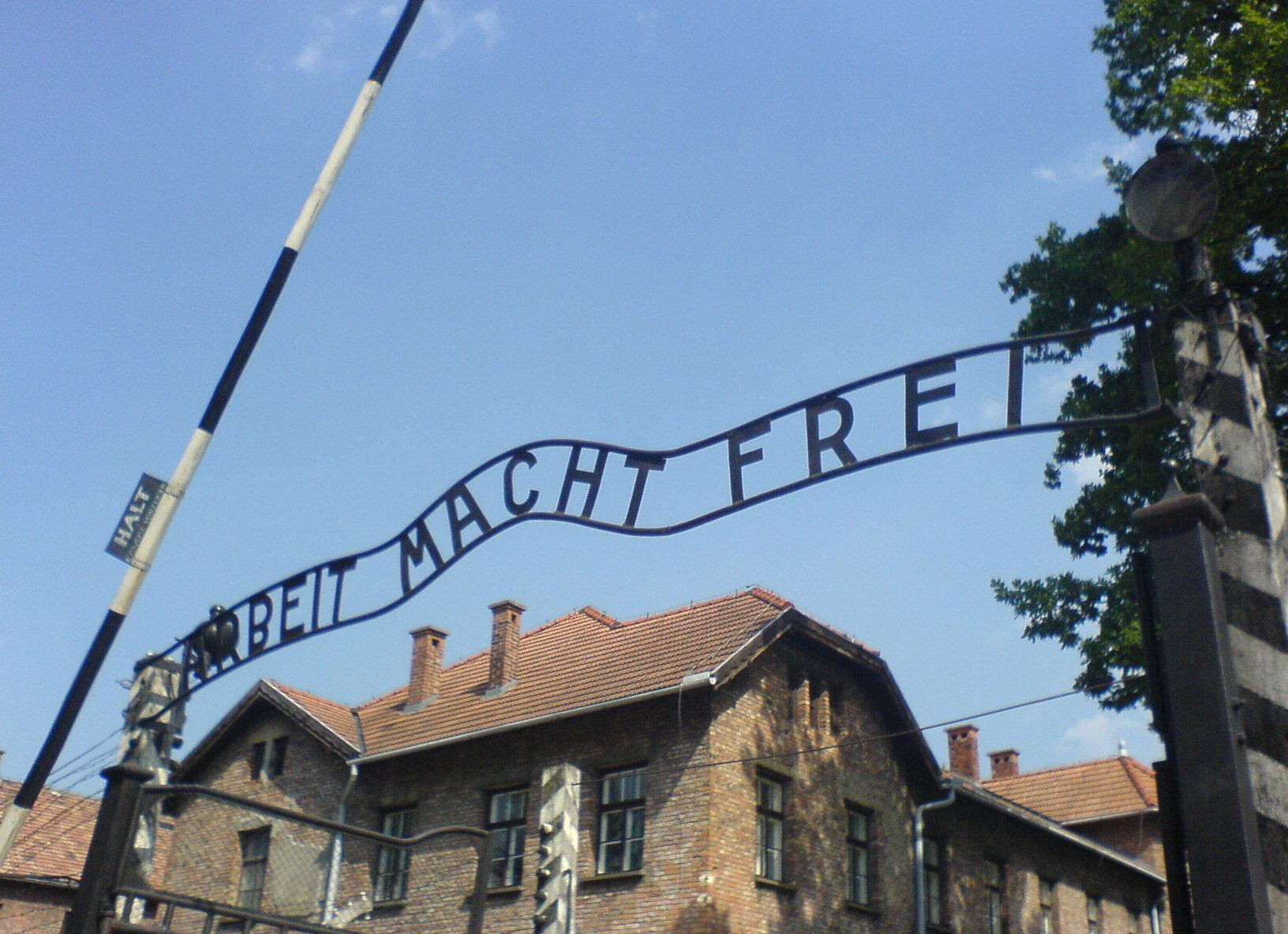
Вывеска на входных воротах в мемориальный музей Аушвиц-Биркенау на месте бывшего концлагеря

В ночь на пятницу 18 декабря 2009 года чугунная надпись «Arbeit macht frei» («Труд освобождает»), которая располагалась над входом в Аушвиц 1, была похищена и обнаружена через три дня. Она была распилена на три части и подготовлена к переправке в Швецию. Арестованы 5 мужчин, подозреваемых в этом преступлении. После похищения надпись была заменена копией, изготовленной во время реставрации оригинала в 2006 году.
Фотографии заключённых и экспериментов Йозефа Менгеле, выполненные одним из узников, Вильгельмом Брассе, позже стали доказательствами происходивших в лагере преступлений.

## Лагерный жаргон
Согласно воспоминаниям заключённых и сотрудников лагеря, в Освенциме использовались следующие жаргонизмы:
- «канада» — склад с вещами убитых; существовало две «канады»: первая находилась на территории материнского лагеря (Аушвиц 1), вторая — в западной части в Биркенау;
- «капо» — узник, выполнявший административную работу и осуществлявший надзор за рабочей бригадой;
- «мусульманин(ка)» — узник, который находился в стадии крайнего истощения; они напоминали скелеты, их кости едва покрывала кожа, взгляд был затуманен, а общему физическому истощению сопутствовало и психическое;
- «организование» — найти способ раздобыть продукты, одежду, лекарства и другие предметы обихода не путём обкрадывания своих товарищей, а украв их тайком с немецких складов;
- «пойти на проволоку» — покончить жизнь самоубийством, дотронувшись до колючей проволоки, находившейся под высоким напряжением (нередко узник не успевал дойти до проволоки: его убивали часовые-эсэсовцы, нёсшие вахту на сторожевых вышках).

## Категории заключённых
- евреи
- цыгане
- участники движения Сопротивления (в основном, польские)
- советские военнопленные
- немецкие преступники и антисоциальные элементы
- свидетели Иеговы
- гомосексуалы (по разным данным от 48 до 97 человек[26]).

Узников концентрационных лагерей обозначали треугольниками («винкелями») разных цветов в зависимости от причины, по которой они попали в лагерь. Например, политических заключённых обозначали красными треугольниками, уголовников — зелёными, антиобщественных — чёрными, свидетелей Иеговы — лиловыми, гомосексуалов — розовыми. Евреям, помимо всего, следовало носить жёлтый треугольник; в сочетании с «винкелем» эти два треугольника образовывали шестиконечную звезду Давида.

## Охрана
Охранниками и надзирателями служили как сами немцы в отрядах «Мёртвая голова», так и поляки, украинцы, и некоторые другие.

## Число жертв
Точное количество погибших в Освенциме установить невозможно, так как многие документы были уничтожены. Кроме того, немцы не вели учёт жертв, направляемых в газовые камеры непосредственно по прибытии. Имеющаяся в сети интернет-база данных погибших узников содержит 180 тысяч имён. Всего сохранились индивидуальные данные о 650 тысячах заключённых.

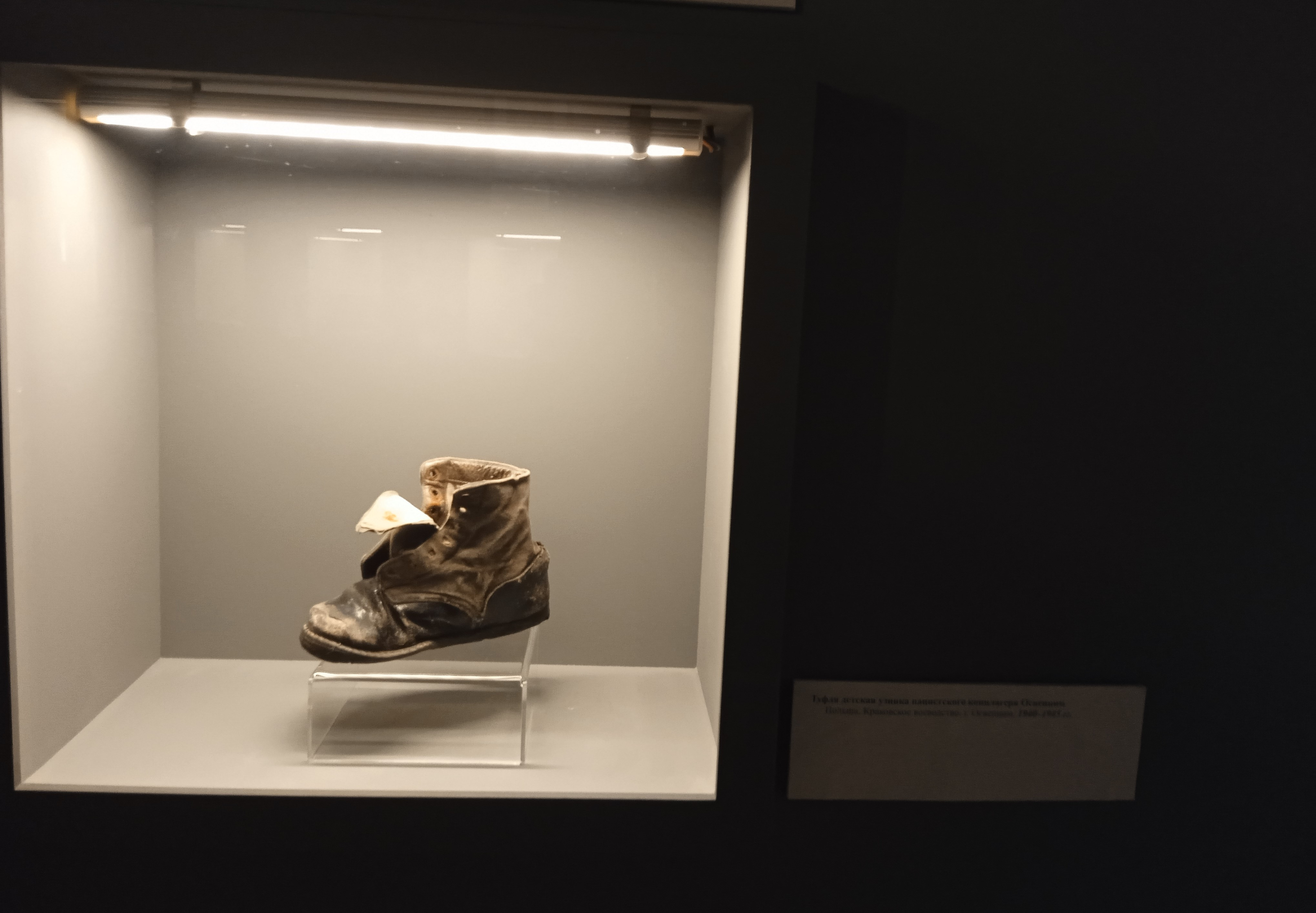
Детская туфля узника Освенцима

Начиная с 1940 года, из оккупированных территорий и Германии в концентрационный лагерь и лагерь смерти Освенцим прибывало до 10 эшелонов с людьми в день. В эшелоне было 40—50, а иногда и более вагонов. В каждом вагоне находилось от 50 до 100 человек. Около 70 % всех привезённых евреев отправлялись в газовые камеры в течение нескольких часов. Функционировали мощные крематории для сжигания трупов, помимо них производилось сожжение тел в огромных количествах на специальных кострах. Приблизительная пропускная способность крематориев: № 1 (за 24 месяца) — 216 000 человек, № 2 (за 19 месяцев) — 1 710 000 человек, № 3 (за 18 месяцев существования) — 1 618 000 человек, № 4 (за 17 месяцев) — 765 000 человек, № 5 (за 18 месяцев) — 810 000 человек.
Современные историки сходятся во мнении, что в Освенциме было уничтожено от 1,1 до 1,6 миллиона человек, большинство из которых составляли евреи. Эта оценка получена косвенным путём, для чего проводилось изучение списков на депортацию и подсчёт данных о прибытии железнодорожных составов в Освенцим.
Французский историк Жорж Веллер в 1983 году одним из первых использовал данные о депортации, на их основе оценив количество убитых в Освенциме в 1 613 000 человек, 1 440 000 из которых составляли евреи и 146 000 — поляки. В более поздней, считающейся наиболее авторитетной на сегодня работе польского историка Францишека Пипера приводится следующая оценка:
- 1 млн евреев
- 70—75 тысяч поляков
- 21 тысяча цыган
- 15 тысяч советских военнопленных
- 15 тысяч других (чехов, русских, белорусов, украинцев, югославов, французов, немцев, австрийцев и так далее).

Рудольф Хёсс, комендант Освенцима в 1940—1943 годах, в своём свидетельстве на Нюрнбергском трибунале оценил количество погибших в 2,5 миллиона человек, хотя утверждал, что точное количество ему неизвестно, поскольку он не вёл записей. Вот что он говорил в своих воспоминаниях:
Я никогда не знал общего числа уничтоженных и не располагал никакими возможностями установить эту цифру. В моей памяти сохранились только некоторые цифры, касающиеся самых больших мероприятий по уничтожению; эти цифры несколько раз называл мне Эйхман или его помощник:
- Верхняя Силезия и Генерал-губернаторство — 250 000
- Германия и Терезин — 100 000
- Голландия — 95 000
- Бельгия — 20 000
- Франция — 110 000
- Греция — 65 000
- Венгрия — 400 000
- Словакия — 90 000

Однако нужно принимать во внимание, что Хёссом не были указаны Австрия, Болгария, Югославия, Литва, Латвия, Норвегия, СССР, Италия и страны Африки.
В статистическом сборнике, посвящённом 70-й годовщине окончания Второй мировой войны, государственное управление статистики Польши опубликовало следующие данные:
- общее число погибших — 1,1 млн человек, в том числе:
- евреи — 960 тысяч (в том числе польские евреи — 300 тысяч);
- поляки — 70—75 тысяч;
- цыгане — 21 тысяча;
- советские заключённые — 15 тысяч;
- другие национальности — 10—15 тысяч.

## Опыты над людьми

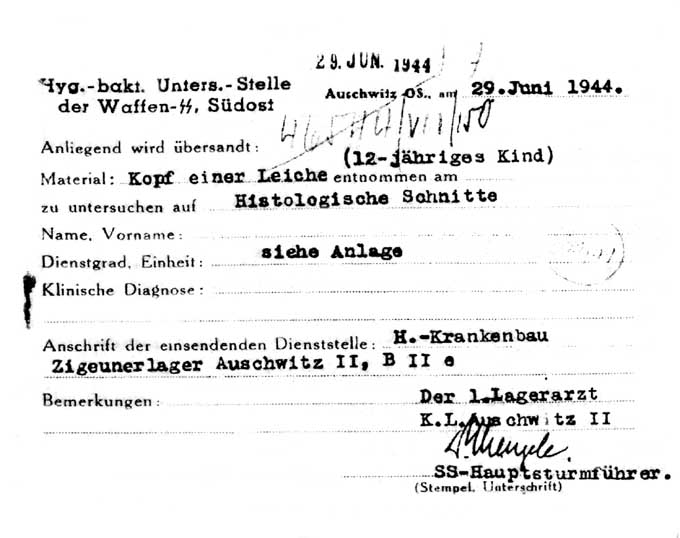
Запрос, в котором доктор Йозеф Менгеле требует предоставить ему для «исследования» голову 12-летнего ребёнка. Из архива цыганского сектора Освенцима

В лагере широко практиковались медицинские эксперименты и опыты. Изучались действия химических веществ на человеческий организм. Испытывались новейшие фармацевтические препараты. Заключённых искусственно заражали малярией, гепатитом и другими опасными заболеваниями в качестве эксперимента. Нацистские врачи тренировались в проведении хирургических операций на здоровых людях. Часто производилась кастрация мужчин и стерилизация женщин, в особенности молодых, сопровождавшаяся изъятием яичников.
По воспоминаниям Давида Суреса из Греции:
Примерно в июле 1943 года меня и со мной ещё десять человек греков записали в какой-то список и направили в Биркенау. Там всех нас раздели и подвергли стерилизации рентгеновскими лучами. Через один месяц после стерилизации нас вызвали в центральное отделение лагеря, где всем стерилизованным была произведена операция — кастрация.

## Освобождение

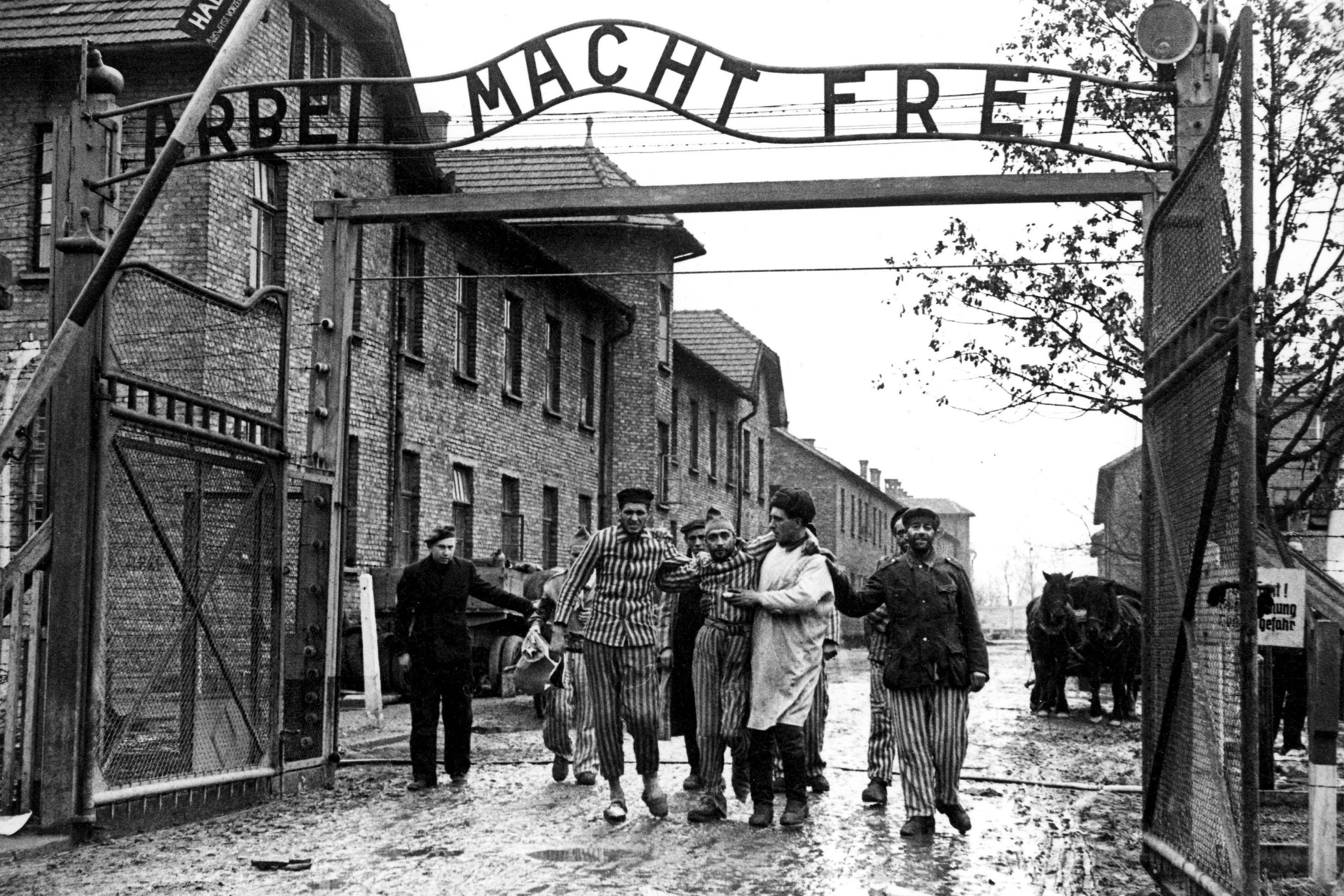
Советские солдаты выводят освобождённых узников концлагеря

Лагерь освобождён 27 января 1945 года войсками 59-й и 60-й армий 1-го Украинского фронта под командованием Маршала Советского Союза Ивана Конева во взаимодействии с войсками 38-й армии 4-го Украинского фронта под командованием генерал-полковника Ивана Петрова в ходе Висло-Одерской операции.
Непосредственное участие в освобождении концлагеря принимали части 106-го стрелкового корпуса 60-й армии и 115-го стрелкового корпуса 59-й армии 1-го Украинского фронта.

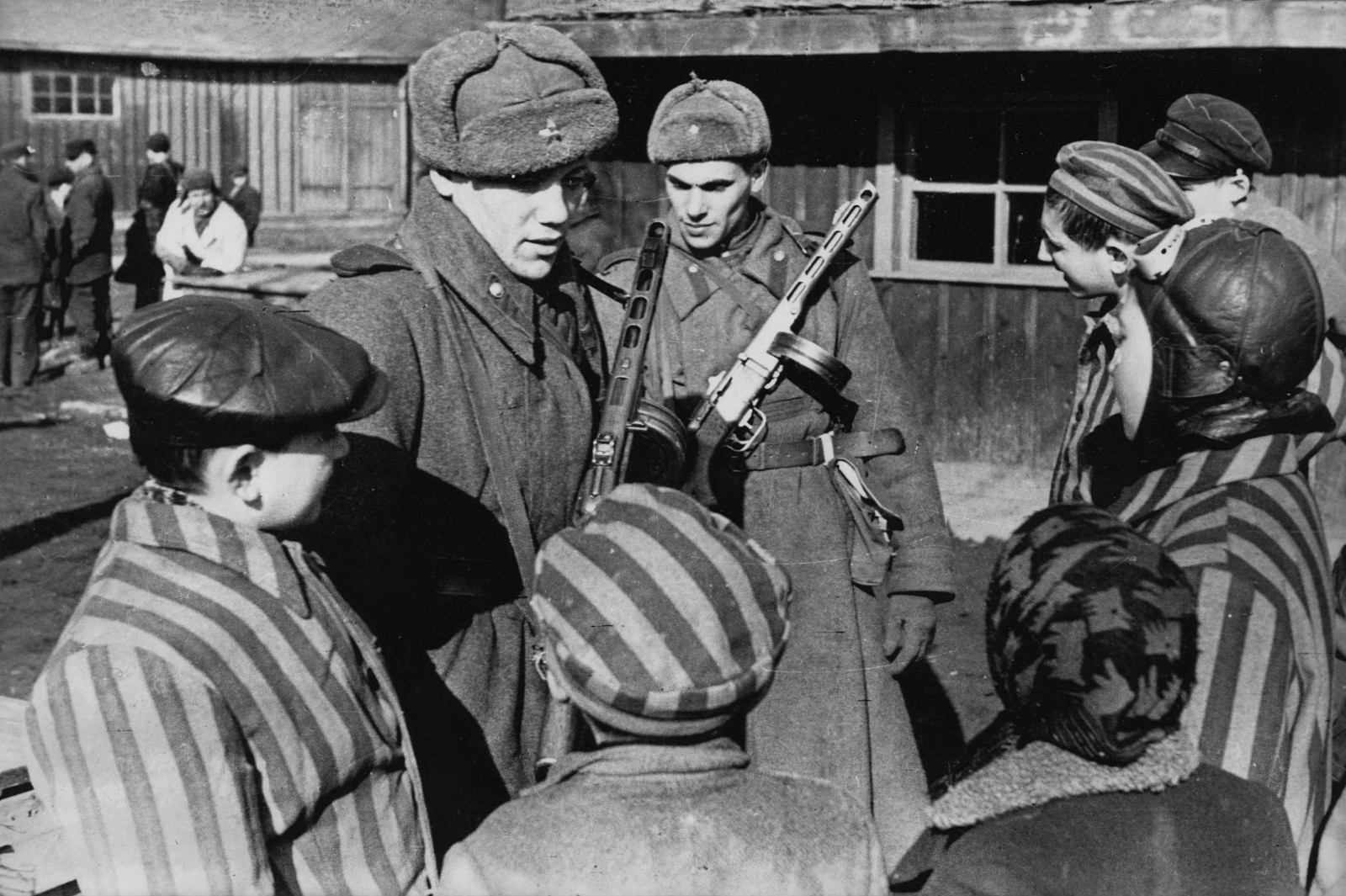
Советские солдаты общаются с детьми, освобождёнными из концлагеря

Два восточных филиала Аушвица — Моновиц и Зарац — были освобождены бойцами 100-й и 322-й стрелковых дивизий 106-го стрелкового корпуса.
Около 3 часов дня 27 января 1945 года части 100-й стрелковой дивизии (454-й стрелковый полк) (командир генерал-майор Фёдор Красавин) 1-го Украинского фронта освободили Аушвиц. В тот же день ещё один филиал Освенцима — Явожно был освобождён бойцами 286-й стрелковой дивизии (командир генерал-майор Михаил Гришин) 59-й армии (командир генерал-лейтенант Иван Коровников) 1-го Украинского фронта.
28 января части 107-й стрелковой дивизии (командир — Герой Советского Союза полковник Василий Петренко) освободили Биркенау.
По разным подсчётам, в боях за освобождение Аушвица-Биркенау погибли от 234 до 350 советских солдат и офицеров.
27 января 2015 года Министерство обороны России обнародовало архивные документы об освобождении Красной Армией узников Освенцима.

## Освенцим в лицах

### Известные узники

#### Погибшие в лагере
- Эстелла Агстериббе — нидерландская гимнастка, олимпийская чемпионка 1928 года.
- Александр Бандера — украинский националистический деятель, младший брат Степана Бандеры.
- Василий Бандера — украинский националистический деятель, младший брат Степана Бандеры.
- Отто Валльбург — немецкий киноактёр.
- Бедржих Вацлавек — чехословацкий литературный критик и марксистский эстетик.
- Арпад Вейс — венгерский футболист и тренер.
- Жак Вентура — греческий коммунист еврейского происхождения.
- Иосиф (Юзеф) Ковальский — католический польский священник-салезианец, причисленный к лику святых мучеников.
- Максимилиан Кольбе — католический польский священник-францисканец, причисленный к лику святых мучеников.
- Григорий Перадзе — архимандрит Польской православной церкви, богослов, церковный учёный, священномученик.
- Ирен Немировски — французская писательница.
- Сандро Фазини — русский и французский художник и фотограф.
- Илья Фондаминский — российский политический и общественный деятель, канонизированный Константинопольским патриархатом как святой мученик.
- Юлиус Хирш — немецкий футболист.

#### Выжившие
- Тадеуш Боровский — польский поэт и прозаик.
- Альфред Ветцлер и Рудольф Врба — беглецы из Освенцима (1944), опубликовавшие первый получивший международную известность отчёт о Холокосте.
- Эли Визель — еврейский, французский и американский писатель, журналист, общественный деятель. Лауреат Нобелевской премии мира 1986 года.
- Францишек Гаёвничек — узник, которого ценой собственной жизни спас Максимилиан Кольбе.
- Биро Даян — израильский военачальник.
- Кристина Живульская — писательница-юмористка. В 1947 году вышла её книга «Я пережила Освенцим».
- Имре Кертес — венгерский писатель, лауреат Нобелевской премии по литературе за 2002 год.
- Исраэль Криштал — долгожитель, родившийся 15.09.1903 (в 2016 году отметил 113-летие). Во время Холокоста потерял жену и детей. При освобождении весил 33 кг.
- Симон Лакс — польско-французский композитор, дирижёр лагерного оркестра.
- Зеня Ларссон — шведская писательница и скульптор.
- Примо Леви — итальянский писатель.
- Станислава Лещинская — акушерка, принявшая роды более чем у 3000 женщин-заключённых.
- Миклош Нисли — венгерский врач-еврей, свидетель Холокоста, автор документальной повести «Свидетель обвинения».
- Витольд Пилецкий — польский деятель движения Сопротивления.
- Иосиф Позычанюк — украинский националист, госсекретарь информации и пропаганды в УГП Ярослава Стецько. Беглец из Освенцима (1942), с 1943 в рядах УПА.
- Роман Роздольский — украинский учёный-марксист, экономический и социальный историк, общественный деятель.
- Виктор Франкл — австрийский психиатр и психолог.
- Юзеф Циранкевич — польский политический деятель, многолетний премьер-министр ПНР.
- Владек и Анна Шпигельман — родители писателя Арта Шпигельмана.
- Людвиг Эйнике — немецкий антифашист.
- Арон Симанович — личный секретарь Григория Распутина, мемуарист.

### Сотрудники СС
- Ганс Аумайер — с января 1942 года по 18 августа 1943 года занимал должность начальника лагеря.
- Штефан Барецки — с осени 1942 года до января 1945 года был начальником блока в мужском лагере в Биркенау.
- Роберт Мулка — гауптштурмфюрер, с мая 1942 года по март 1943 года был заместителем коменданта лагеря Рудольфа Хёсса; выписывал химикаты, в том числе Циклон Б, применявшиеся для умерщвления заключённых.
- Рихард Бер — с 11 мая 1944 года — комендант Освенцима, с 27 июля — начальник гарнизона CC.
- Урсула Батори — заместитель Герхарда Палича по медицинским вопросам в цыганском лагере в Биркенау; проводила селекцию заключённых, направляя их в газовые камеры, отличалась крайней жестокостью к цыганским узникам.
- Карл Бишоф — с 1 октября 1941 года до осени 1944 года — начальник строительства лагеря.
- Эдуард Виртс — с 6 сентября 1942 года — врач гарнизона СС в лагере, проводил в 10 блоке исследования над раком и осуществлял операции на узниках, у которых хотя бы подозревался рак.
- Фридрих Хартьенштайн — в мае 1942 года был назначен командиром гарнизона СС лагеря.
- Макс Гебгардт — до мая 1942 года — командир СС в лагере.
- Франц Хёсслер — в 1940—1941 годах был начальником лагерной кухни.
- Хофман, Франц Иоганн — с декабря 1942 года — второй начальник в Аушвице 1, а затем — начальник цыганского лагеря в Биркенау, в декабре 1943 года получил должность первого начальника лагеря Аушвиц 1.
- Максимилиан Грабнер — до 1 декабря 1943 года — начальник политического отдела в лагере.
- Ирма Грезе — с марта 1943 года по январь 1945 года[44] — старшая надзирательница.
- Освальд Кадук — с 1942 года до января 1945 года служил в лагере, где был сначала начальником блока, а позже — начальником рапорта; принимал участие в селекции узников как в лагерной больнице в Аушвице 1, так и в Биркенау.
- Бруно Китт — был главным врачом больницы в женском лагере Биркенау, где проводил селекции больных узниц для отправки их в газовые камеры.
- Карл Клауберг — гинеколог, по приказу Гиммлера проводил в лагере преступные опыты на узницах, изучая методы стерилизации.
- Йозеф Клер — с лета 1943 года до июля 1944 года возглавлял дезинфекционный отдел и проводил массовое уничтожение узников при помощи газа.
- Йозеф Крамер — с 8 мая по ноябрь 1944 года был комендантом лагеря Биркенау.
- Иоганн Пауль Кремер — с 30 августа до 18 ноября 1942 года был прикомандирован к медперсоналу.
- Йоханна Лангефельд — в апреле-октябре 1942 года занимала пост начальника женского лагеря.
- Артур Либехеншель — с ноября 1943 года по май 1944 года был комендантом Аушвица 1, возглавляя одновременно гарнизон этого лагеря.
- Мария Мандель — в 1942—1944 годах — начальница женского лагеря.
- Отто Молль — в различное время занимал должность начальника крематориев, а также отвечал за сжигание трупов на открытом воздухе.
- Йозеф Менгеле — немецкий врач в Аушвице-Биркенау. За 21 месяц своей работы в Освенциме заработал репутацию одного из самых опасных нацистов, получил кличку «Ангел смерти». Лично встречал поезда узников, приезжавших в лагерь, и сам решал, кому из них предстоит работать в лагере, кто пойдёт на его опыты, а кто сразу же отправится в газовую камеру.
- Герхард Палич — с мая 1940 года был на посту рапортфюрера, с 11 ноября 1941 года лично расстреливал узников во дворе блока № 11; когда был открыт цыганский лагерь в Биркенау, он стал его начальником; сеял ужас среди узников, отличался необыкновенным садизмом.
- Гейнц Тило — с 9 октября 1942 года лагерный врач в Биркенау, участвовал в селекции на железнодорожной платформе и лагерной больнице, направляя нетрудоспособных и больных в газовые камеры.
- Курт Уленброк — врач эсэсовского гарнизона лагеря, проводил селекцию среди узников, направляя их в газовые камеры.
- Гельмут Феттер — в качестве сотрудника ИГ-Фарбениндустрии и фирмы Байер исследовал воздействие новых лекарств на узниках лагерей.
- Карл Фрич — заместитель коменданта лагеря с мая 1940 года по январь 1942 года. Предложил испытывать смертельный газ «Циклон Б» на пригодность для массовых убийств и провел первые испытания на советских военнопленных.
- Рудольф Хёсс — комендант лагеря до ноября 1943 года.
- Генрих Шварц — с ноября 1941 года был на должности начальника трудового отдела лагеря, в ноябре 1943 года назначен комендантом лагеря Аушвиц 3.
- Йохан Шварцхубер — с 22 ноября 1943 года возглавлял мужской лагерь в Биркенау.

## Процессы над военными преступниками
Сотрудников Освенцима начали судить ещё в 1945 году. На Бельзенском процессе семерых подсудимых, служивших в Освенциме, приговорили к смертной казни. Среди них: Ирма Грезе, Йозеф Крамер, Фриц Кляйн, Франц Хёсслер.
Комендант лагеря Рудольф Хёсс после войны скрывался под именем Фрица Ланга, но был арестован британцами в 1946 году. Он выступал свидетелем на Нюрнбегском процессе, а затем был передан Польше, где был приговорён к смертной казни и повешен.
В 1947 году в Кракове судили 40 сотрудников лагеря (в том числе и женщин). Комендант лагеря Артур Либехеншель и ещё 22 человека получили смертный приговор (двум подсудимым смертный приговор заменили на пожизненное заключение). Один подсудимый был оправдан, остальные получили сроки от 3 лет до пожизненного заключения. 24 января 1948 смертные приговоры были приведены в исполнение. В 1950-е годы получившие сроки были освобождены.
В 1953 году суд Оснабрюка приговорил к пожизненному тюремному заключению Бернхарда Ракерса. В 1971 году он был помилован немецким политиком Альфредом Кубелем. Умер в 1980 году.
С 1963 года по 1965 год во Франкфурте-на-Майне проходил суд, перед которым предстали 20 человек, служивших в лагере. В итоге пятеро обвиняемых вышли из зала суда на свободу: троих оправдали, а двоих выпустили на том основании, что они уже отбыли достаточное наказание в следственном изоляторе, 6 подсудимых были приговорены к пожизненному, остальные получили сроки от 3 до 14 лет. В 1966 году во Франкфурте состоялся ещё один судебный процесс. Йозеф Эрбер получил пожизненный срок, Вильгельм Бургер — 8 лет, Герхард Нойберт — 3,5 года. Йозеф Эрбер был освобождён в 1986 году.
В 1972 году суд Вены оправдал Отто Графа и Франца Вунша.
В 1974 году унтершарфюрер СС Алоис Фрей был оправдан, а в 1976 году тот же суд вынес оправдательный приговор Вилли Рудольфу Завацки.
В 1981 году к восьми годам тюрьмы был приговорён Йозеф Шмидт. Однако он не отбывал наказание на том основании, что отбыл свой срок, находясь в польском заключении. В 1989 году к пожизненному заключению был приговорён Хорст Червински за убийство двоих человек. В 1993 году он был освобождён.
В 1988 году суд Вупперталя приговорил к пожизненному заключению за убийство пяти человек Готтфрида Вайзе. Вскоре он бежал в Швейцарию. В 1997 году был помилован. Вайзе скончался в 2000 году.
Йозеф Менгеле после войны был арестован американцами, но освобождён как военнопленный. Скрывался в Баварии под именем Франца Холлмана. В 1949 году он эмигрировал в Аргентину. Затем переехал в Парагвай. Скончался от инсульта в Бразилии в 1979 году.

## Освенцим и послевоенное искусство
В культурной мысли послевоенной Европы Освенцим стал не только символом, но и водоразделом. Теодор Адорно в работе «Культурная критика и общество» в 1951 году написал:

Писать после Освенцима стихи — это варварство, оно подтачивает и понимание того, почему сегодня невозможно писать стихи…
Вторая мировая война и Освенцим как квинтэссенция жестокости и массовых убийств принесли новое понимание того, как может отражаться в искусстве тема насилия.
Лин Хеджинян считает, что:

…мы находимся, как то вытекает из многих обстоятельств, в неизбежном его [Освенцима] присутствии, отягощенные памятью о том, что Освенцим символизирует и, что не менее важно, чего он символизировать не в состоянии

## Воспоминания заключённых
- Либстер М. В горниле ужаса: рассказ человека, прошедшего через фашистский террор (англ.). crucibleofterror.com. Дата обращения: 25 июля 2025. — Пер. с англ. — М.: Особая книга, 2007, 250г, 192 с.: ил. ISBN 978-5-9797-0003-8
- Max Liebster: Hoffnungsstrahl im Nazisturm. Geschichte eines Holocaustüberlebenden; Esch-sur-Alzette, 2003; ISBN 2-87953-990-0
- Живульская К. Я пережила Освенцим. — М.: Издательство иностранной литературы, 1960. — 270 с. ≡ Żywulska К. Przeżyłam Oświęcim. — Warszawa: Wiedza, 1946.
- Франкл В. Сказать жизни «Да»: психолог в концлагере.- Москва: Смысл, 2004. — 176 с.
- Роман Роздольский. Узники и смертники двух лагерей: воспоминания об Освенциме и Биркенау. saint-juste.narod.ru. Дата обращения: 25 июля 2025.
- Примо Леви. Человек ли это? М.: Текст, Дружба народов, 2001. Передышка. М.: Текст, 2002.
- Имре Кертес — Без судьбы
- Вадим Бойко — После казни
- Моррис Х. Татуировщик из Освенцима. — Пер. с англ. — СПб.: Азбука, Азбука-Аттикус, 2019. — 320 с.
- Эдит Ева Эгер. Выбор. О свободе и внутренней силе человека. — Москва: Манн, Иванов и Фербер, 2020